# سونيتا راني
سونيتا راني (بالهندية: सुनीता रानी؛ بالإنجليزية: Sunita Rani) هي منافسة ألعاب القوى هندية، ولدت في 4 ديسمبر 1979.

## وصلات خارجية
- سونيتا راني على موقع الاتحاد الدولي لألعاب القوى (الإنجليزية)